# Oggettivismo
Con il termine oggettivismo si designa una corrente filosofica molto semplice, che ha come pilastri fondanti le leggi della logica onde scoprire la realtà  già esistente, reale, autentica, "oggettiva". L'oggettivismo non si lascia mai sedurre da nessuna emozione, nessun capriccio, nessun compromesso; unico obiettivo è la ricerca della ragione che viene considerata come valore assoluto. L'oggettivismo inoltre è considerato da molti come l'unica teoria filosofica necessaria per il progresso dell'uomo perché esente da contraddizioni.

## Indirizzo classico
In opposizione al soggettivismo, afferma l'indipendenza dei valori dalle condizioni empiriche o psicologiche del singolo individuo.
Possiamo distinguere tre direzioni generali:
- l'oggettivismo realistico (del positivismo, delle metafisiche trascendentistiche) che afferma una realtà esteriore e precostituita nei confronti del conoscente;
- l'oggettivismo trascendentale (proprio della filosofia di Kant) che afferma l'universalità e la necessità delle forme pure e dei concetti puri del conoscere;
- l'oggettivismo idealistico (che è anche assoluto soggettivismo) che afferma la creatività dello Spirito nei riguardi dell'oggetto o dell'essere ad esso immanente.

## Accezione di Ayn Rand
Oggettivismo è anche il termine prescelto dalla romanziera russo-statunitense Ayn Rand per definire la propria filosofia a partire dal periodo tra le due guerre mondiali.

## Oggettivismo giuridico
Nel diritto penale italiano si è scelto di imperniare il sistema di tutela sull'offesa al bene giuridico, al contrario del sistema tedesco, tradizionalmente basato sul carattere soggettivo, ovvero la predisposizione a delinquere dell'agente.
Cio' che emerge è il necessario accertamento in primis, da parte del giudice, dell'effettiva lesione di un bene tutelato dall'ordinamento.
Le norme che non tutelano direttamente i beni giuridici, ma mere condotte, dovranno essere giustificate dall'alto rango dei beni stessi, per non essere passibili di sindacato di legittimità costituzionale(per violazione del principio di offensività).